# Чемпионат Европы по дзюдо 1975
Чемпионат Европы по дзюдо 1975 года проходил в Лионе (Франция) 11 мая.

## Медалисты
| Весовая категория    | Золото                   | Серебро                     | Бронза                                               |
| -------------------- | ------------------------ | --------------------------- | ---------------------------------------------------- |
| — 63 кг              | Торстен Райсман · ГДР    | Шенгели Пицхелаури · СССР   | Ив Дельвин · Франция Эдвард Алкснин · Польша         |
| — 70 кг              | Владимир Невзоров · СССР | Валерий Двойников · СССР    | Дитмар Хётгер · ГДР Гюнтер Крюгер · ГДР              |
| — 80 кг              | Антони Рейтер · Польша   | Абдулгаджи Баркалаев · СССР | Адам Адамчик · Польша Алексей Волосов · СССР         |
| — 93 кг              | Дитмар Лоренц · ГДР      | Жан-Люк Роже · Франция      | Дэвид Старбрук · Великобритания Амиран Музаев · СССР |
| +93 кг               | Джибило Нижарадзе · СССР | Сергей Новиков · СССР       | Вольфганг Цукшвердт · ГДР Имре Новак · Чехословакия  |
| Абсолютная категория | Гиви Онашвили · СССР     | Шота Чочишвили · СССР       | Петер Аделаар · Нидерланды Вольфганг Цукшвердт · ГДР |

## Медальный зачёт
| Место | Страна         | Золото | Серебро | Бронза | Всего |
| ----- | -------------- | ------ | ------- | ------ | ----- |
| 1     | СССР           | 3      | 5       | 2      | 10    |
| 2     | ГДР            | 2      | 0       | 4      | 6     |
| 3     | Польша         | 1      | 0       | 2      | 3     |
| 4     | Франция        | 0      | 1       | 1      | 2     |
| 5=    | Великобритания | 0      | 0       | 1      | 1     |
| 5=    | Нидерланды     | 0      | 0       | 1      | 1     |
| 5=    | Чехословакия   | 0      | 0       | 1      | 1     |